# Тиетявяля

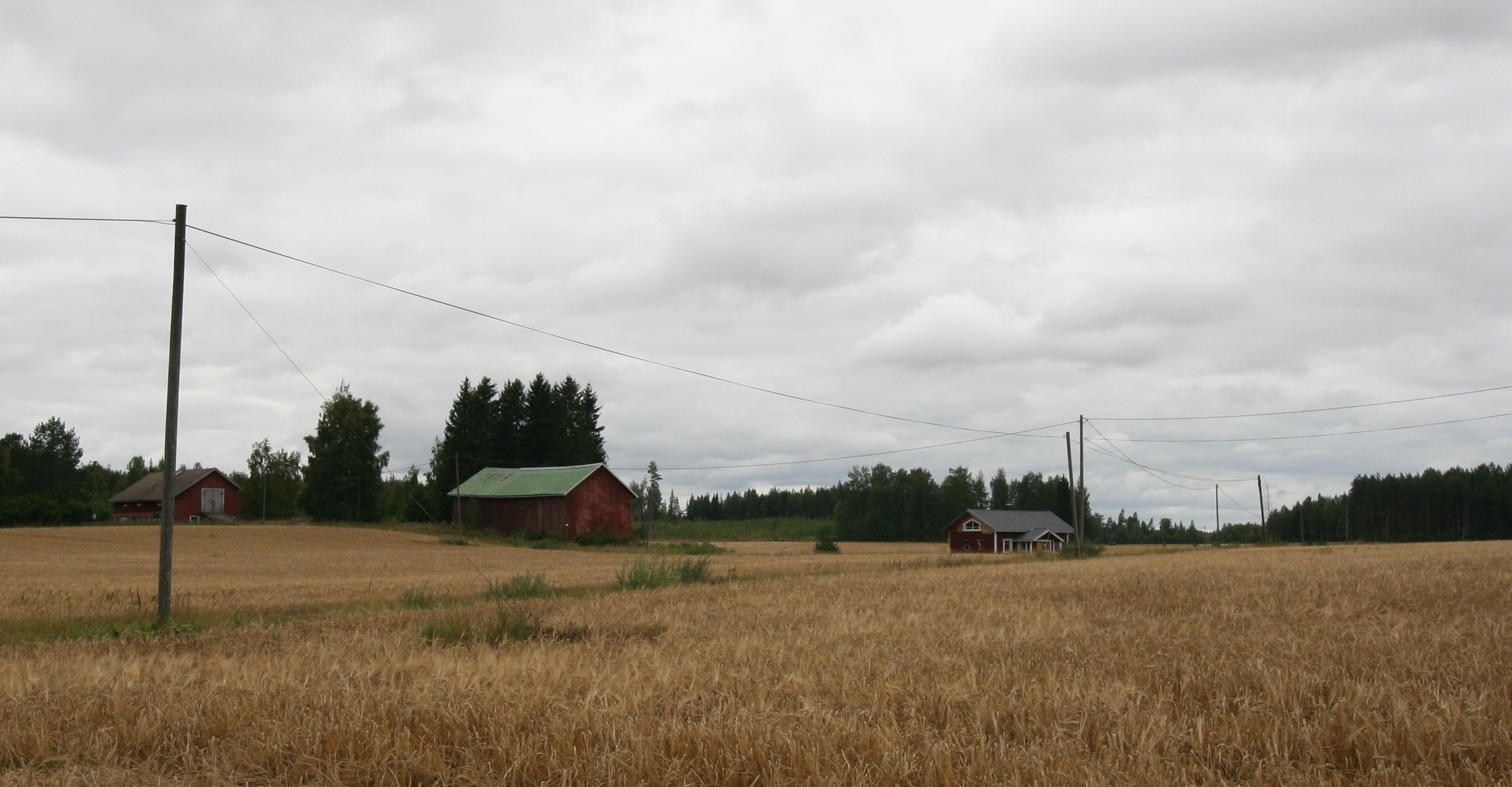
Современная деревня Тиетявяля около города Ориматтила

Тиетявяля (Tietävälä) это бывшая финская деревня в волости Кирву (Свободное) на Карельском перешейке. После советско-финской войны (1941—1944) большая часть жителей переселились в провинцую Пяйят-Хаме: в город Ориматтила, в деревни Тённё (Tönnö), Пакаа (Pakaa), а также основали новую деревню с таким же названием.

## История
Тиетявяля это старинная деревня. Она упоминается в земельных книгах 1557 года. В то время в деревне было 25 домов, в которых жили большие семьи. До Второй мировой войны в деревне проживало около пятисот жителей. В деревне находился молодёжный клуб, проводились различные мероприятия, по субботам — танцы.
В 1937 году на лесопилке Микко Ланкинена вспыхнул пожар и распространился на окрестности. Помимо лесопилки сгорели пшеничная мельница, войлочная фабрика Верра, два магазина и жилые дома, всего более десяти зданий. Позднее здания восстановили. В 1938 году в деревне был построен стадион.
После Зимней войны 13 марта 1940 года жители деревни были эвакуированы в волость Мюрскюля. В Кирвуском приходском музее этой волости можно увидеть множество странинных вещей из этой деревни. Например, сохранились спортивные кубки того времени, туеса из бересты, швейная машина Kayser, пряжное колесо, ткацкий станок, медный колокол.
В 1962 году современную Тиетявяля посетил премьер-министр Израиля Давид Бен-Гурион. Компания Orimattilan Tilaussahti Ky производит в Тиетявяля сахти.